# Paratropus meridianus
Paratropus meridianus är en skalbaggsart som först beskrevs av Lewis 1879.  Paratropus meridianus ingår i släktet Paratropus och familjen stumpbaggar. Inga underarter finns listade i Catalogue of Life.